# Pesca eléctrica

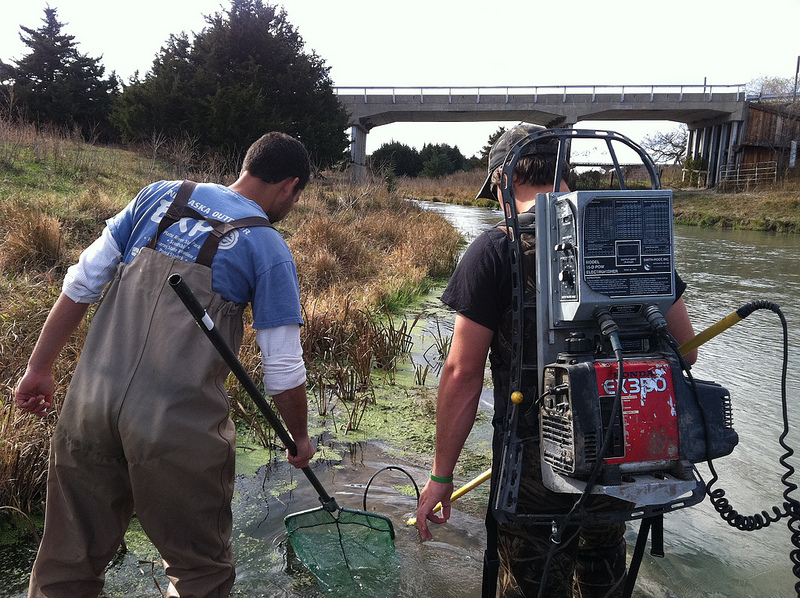
Pesca eléctrica vadeando un río en Nebraska, Estados Unidos.

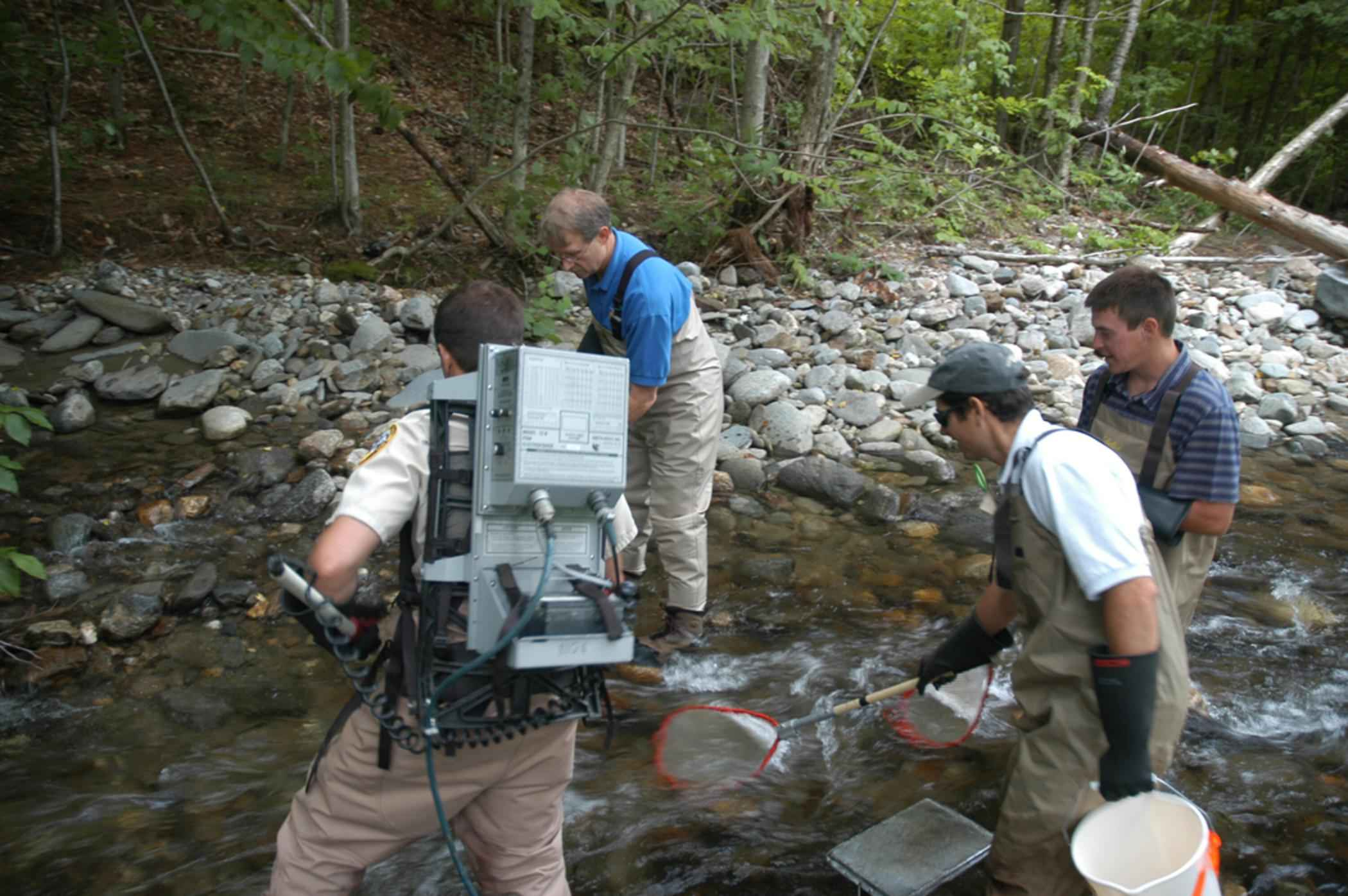
Pesca eléctrica vadeando un río.

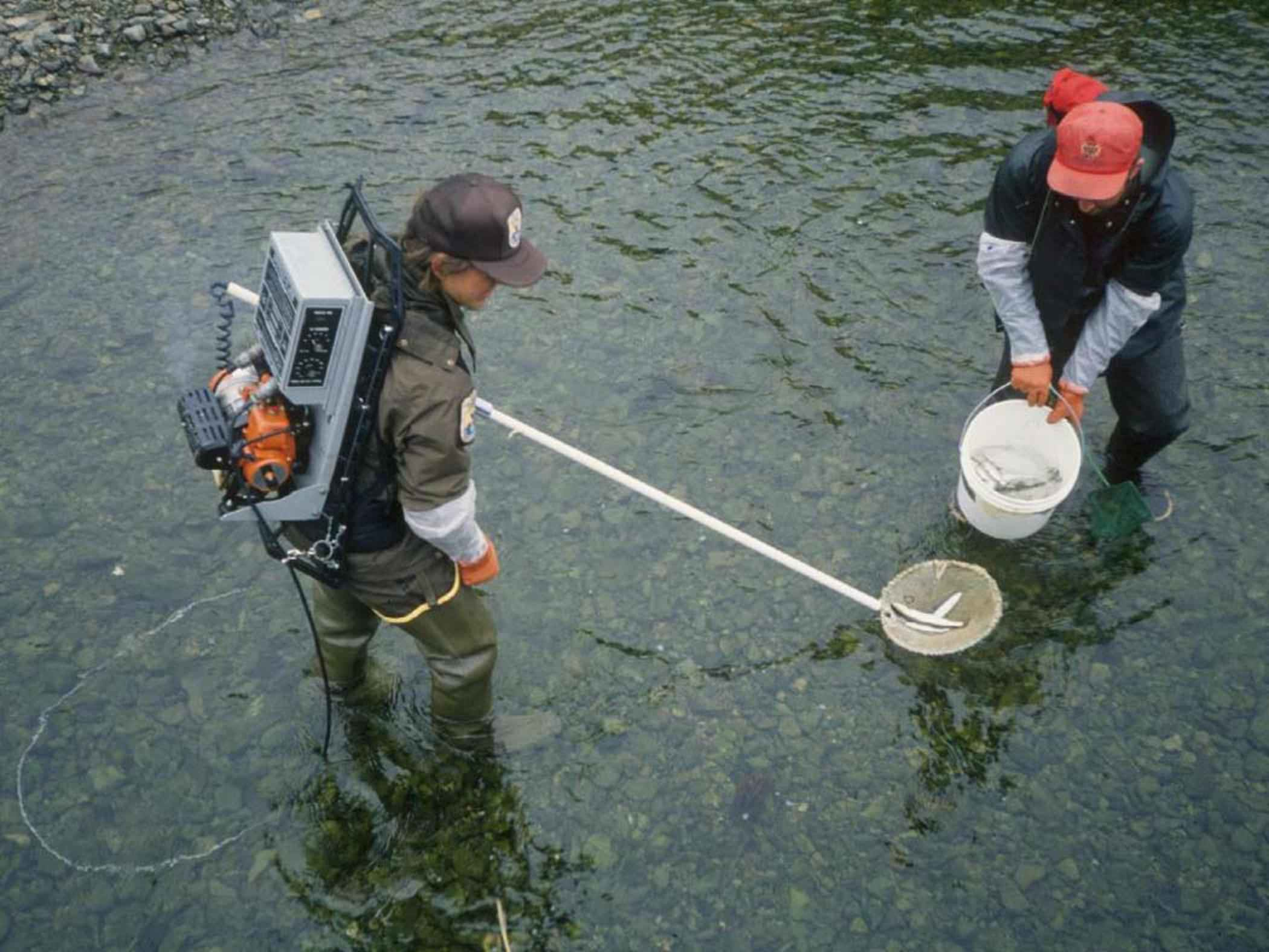
Pesca eléctrica vadeando un río.

Pesca eléctrica vadeando un río.

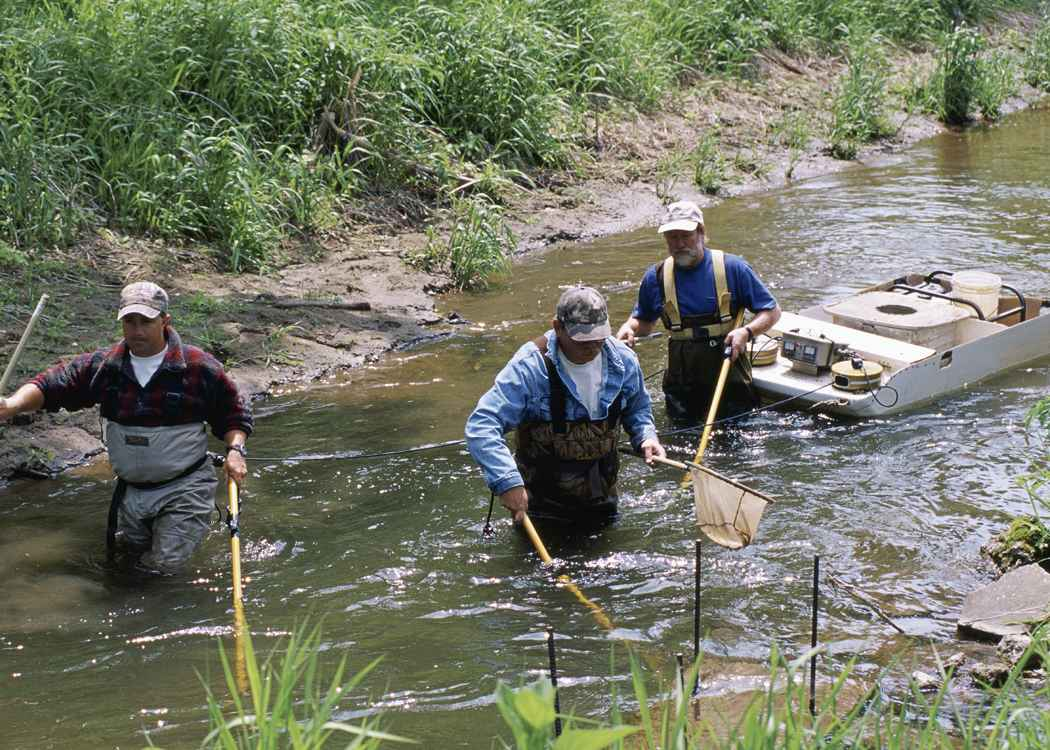
Pesca eléctrica vadeando un río.

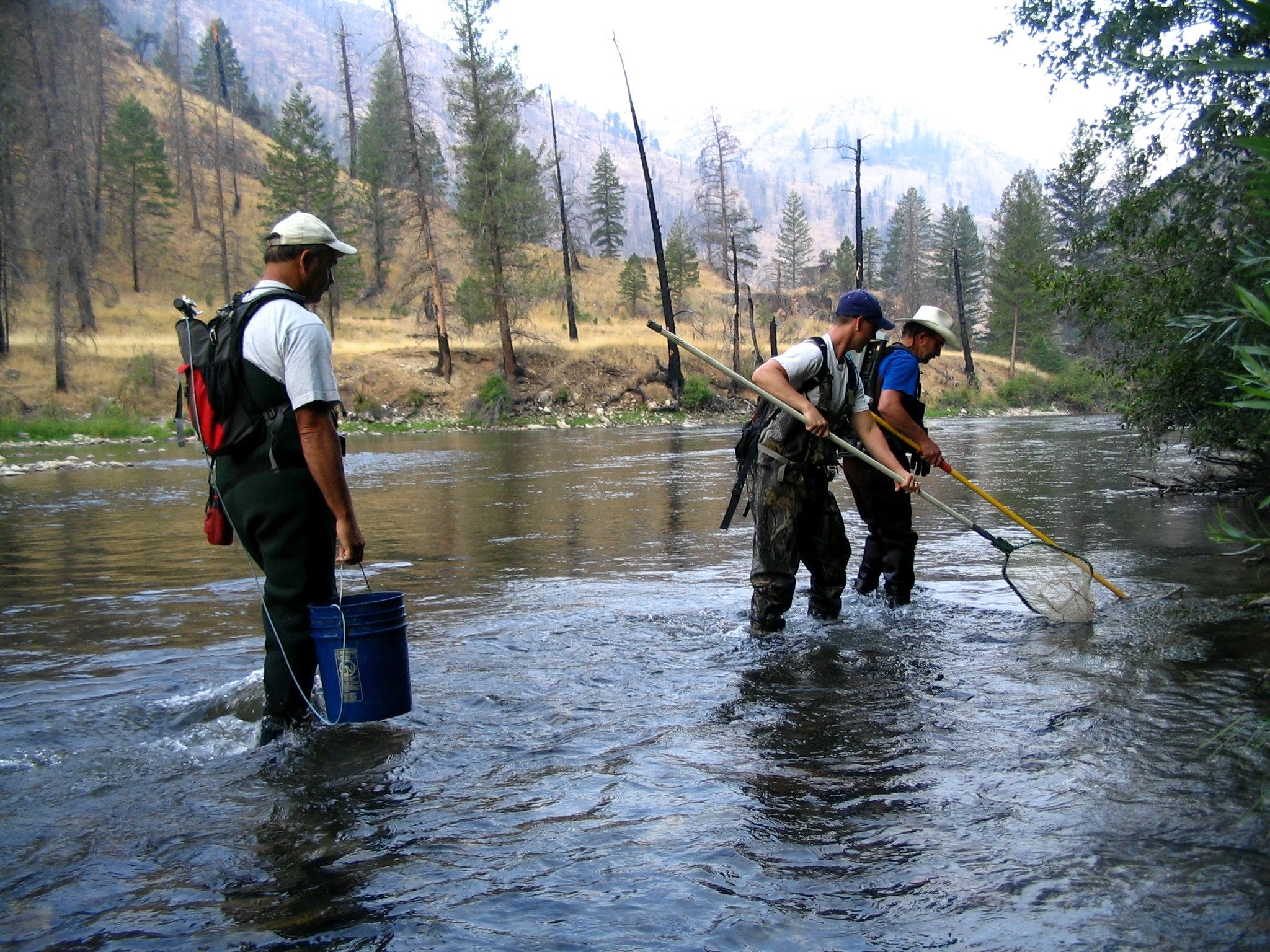
Pesca eléctrica vadeando un río de Idaho, Estados Unidos.

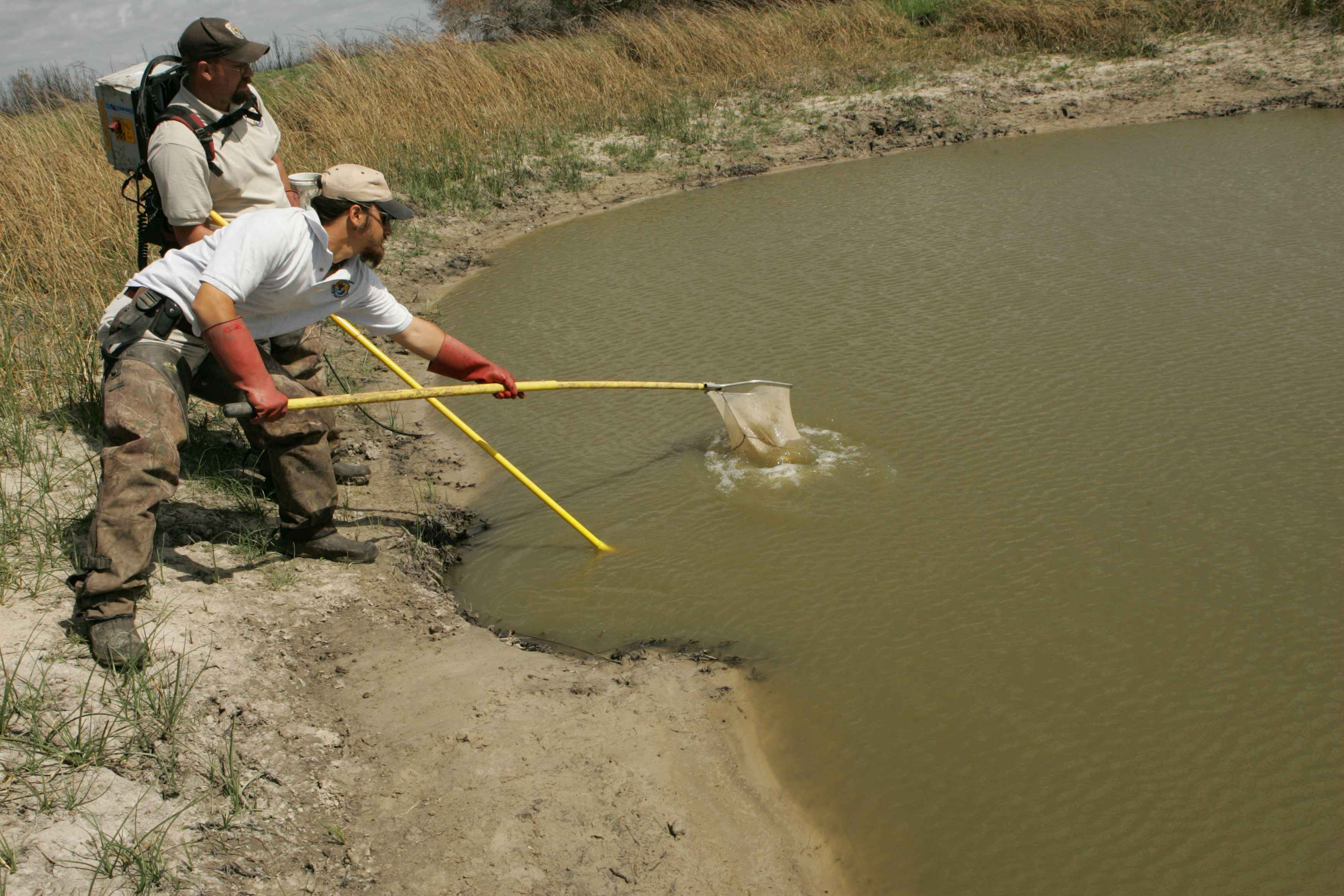
Pesca eléctrica desde la orilla de un río.

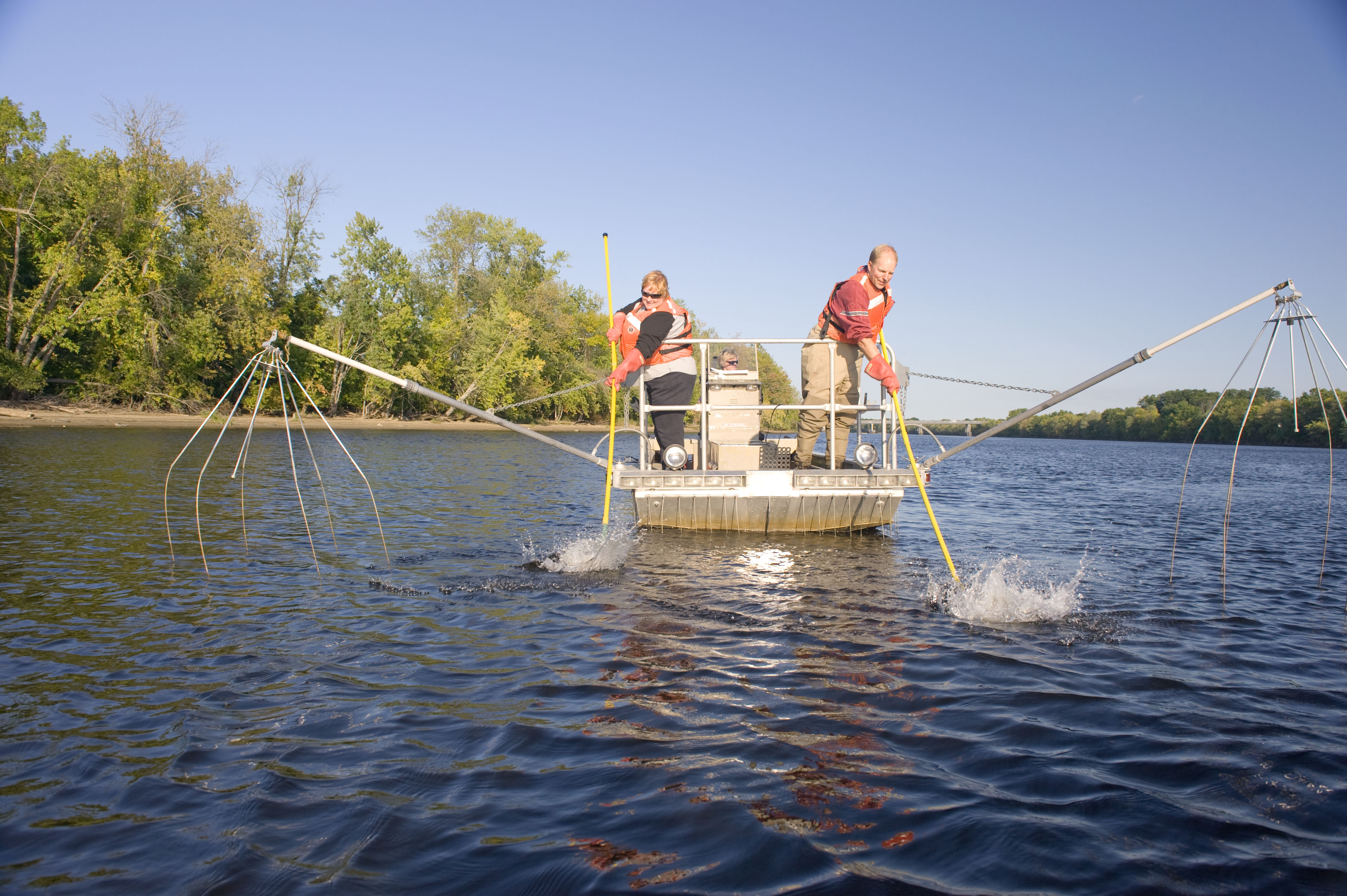
Pesca eléctrica desde un bote.

Se denomina pesca eléctrica a un método de captura de peces en el que se emplea corriente eléctrica. Dicho sistema consiste en producir un campo de corriente eléctrica dentro del agua al cerrar en ella un circuito eléctrico mediante la introducción en la misma de un ánodo y un cátodo, lo cual hace que los peces entren en un tipo de parálisis que facilita su captura mediante redes. Si se aplica correctamente permite que los ejemplares así obtenidos, luego de ser estudiados, sean devueltos a su hábitat.

## Historia
El método de pesca en el cual se emplean ingenios eléctricos se conoce desde finales del siglo XIX. Su empleo en investigaciones ictiológicas recién se consolidó en la década de 1940. En dicha década y en la siguiente se imprimió notable esfuerzo en la creación de dispositivos para la pesca eléctrica. En el año 1957 en la ciudad alemana de Hamburgo se realizó el congreso Internacional Fishing Gear Congress, organizado por la FAO, la que también publicó en dicho año Electrical Fishing, donde se describen los lineamientos generales del método.
En mayo de 1966, en Belgrado, Yugoslavia, se celebró un simposio titulado: Fishing with electricity: its application to biology and management, cuyas conclusiones derivaron también en un libro. Otros autores que estudiaron en profundidad este tipo de arte pesquero y definieron la metodología para emplearlo con éxito fueron, en la década de 1970, los soviéticos V. G. Sternin, I. V. Nikonorov y Y. K. Bumeister.

## Características generales
Este método se utiliza en especial en los casos de muestreos de peces de especies pequeñas, y en hábitats con poca profundidad, siendo bajo esos requerimientos muy efectivo, al permitir cuantificaciones por pulsos eléctricos, siendo de utilidad en investigaciones donde se correlacionan comunidades de peces con las características ambientales de su medio.
Este sistema presenta amplias ventajas en estudios de muestreos de poblaciones multiespecíficas, ensamblajes, comunidades, taxocenosis, etc. Permite capturar especies secretivas o de difícil ubicación, las que suelen no ser detectadas cuando se emplean los métodos de captura convencionales.
Los ejemplares afectados son conducidos por el operador de los electrodos hacia la malla, posteriormente se los suele anestesiar (por ejemplo con 2-Fenoxietanol, 0,5 ml L-1). Esto permite su identificación a campo, pesado, toma de medidas, etc. Toda la información así obtenida es volcada en planillas. Finalmente, si no es necesario hacer colectas de ejemplares para museos o para otros estudios, se devuelven los individuos al mismo curso de agua donde fueron recolectados, siendo el porcentaje de mortandad bajo, si se emplea correctamente. 
Se recomienda crear una colección de referencia taxonómica, que permita dilucidar hipotéticos conflictos de identificación. Para ello se fijan con formol al 10 % apenas son capturados. Luego de 5 a 7 días se los coloca en frascos con alcohol etílico al 70 %, lo que permitirá mantenerlo en buenas condiciones indefinidamente. La sensibilidad a la corriente eléctrica varía en cada ejemplar y en cada especie, y el efecto también depende de la distancia entre el electrodo y la ubicación en que se encontraba el ejemplar. Como norma general, se puede mencionar una regla directa: a mayor osificación y tamaño mayor será la sensibilidad de un ejemplar al electroshock. El nivel de descarga debe ser el adecuado, con niveles altos los ejemplares mueren por electrocución, pero los niveles bajos les permiten escapar, por lo tanto una descarga intermedia permitirá aturdir a los ejemplares pero no causarles la muerte. Algunos ejemplares pueden presentar constricciones fibrilizantes en el miocardio, y otras reacciones musculares severas, similares a las que produce el tétanos. 
Si se emplea en el momento adecuado, sobre el curso acuático apropiado, y empleando las técnicas ya establecidas, es el método de muestreo más eficiente de todos los conocidos, además de ser relativamente económico.

### Tipos de corrientes eléctricas utilizadas para pescar
- Corriente continua, también denominada corriente directa (CC en español); es un flujo de cargas eléctricas que no cambia de sentido con el tiempo. La corriente eléctrica a través de un material se establece entre dos puntos de distinto potencial. Cuando hay corriente continua, los terminales de mayor y menor potencial no se intercambian entre sí. Es la mayormente empleada pues minimiza los daños a los peces.[6]

- Corriente alterna (simbolizada CA en español) es la corriente eléctrica en la que la magnitud y dirección varían cíclicamente. La forma de onda de la corriente alterna más comúnmente utilizada es la de una onda sinoidal. Se emplea menos que la anterior pues el grado de aturdimiento es mayor, al igual que el porcentaje de mortandad.

Ambas corrientes pueden modificarse para producir nuevas variaciones de corrientes, lo que en la pesca eléctrica facilita la captura de distintas especies y tamaños de ejemplares. Además, en este método se emplean otros 3 tipos de corrientes eléctricas.
- Corriente continua pulsátil (CCP)
- Corriente alterna rectificada (CAR)
- Corriente alterna rectificada de media onda (CARM)

El empleo de la corriente mediante pulsos permite seleccionar el nivel según las especies objetivo.
Frente a una corriente alterna los peces responden posicionándose en forma perpendicular a dicha corriente, con el objetivo de minimizar su gradiente voltaico corporal. Los peces se inmovilizan y presentan electrotétano a la vez que nadan de forma forzada y sin dirección (oscilotaxis). En cambio, si formamos un campo de corriente continua, los peces responden nadando de forma forzada pero con dirección (galvanotaxia) sufren un tipo de parálisis causado por una relajación muscular (denominada electronarcosis), a la vez que son atraídos hacia el extremo del ánodo o calderín, en el cual se sitúa el polo negativo.
La CC tiene efectos más suaves que la CA. Posiblemente la CCP se la menos dañina; también tiene la ventaja de ser más económica, al emplear equipos menores, pues requiere un voltaje inferior. 
Factores que inciden en su eficacia
La composición química del agua incide sobre la eficacia de la pesca eléctrica en la capturabilidad de la ictiofauna que habita dicho cuerpo acuático, siendo este método más efectivo en aguas potásicas; con niveles elevados de iones de K+ aumenta el umbral de galvanonarcosis, en comparación con altas cargas de iones Ca ++.  
No sólo del agua influye su química, también su conductividad, es decir, la medida de movilidad de iones, ya que cuando esta es mayor (por ejemplo en aguas de origen kárstico subterráneo y que discurren en zonas predominantemente calizas), será así mismo mayor la transmisión eléctrica, y por tanto, la captura de ejemplares. Por el contrario, en cursos de agua alimentados solo por las lluvias, y que corren por terrenos pizarrosos o silíceos, las capturas serán menores. Sin embargo, si en estos son vertidos descargas provenientes de áreas agrícolas o urbanas, de tal modo que aumenten su carga de nutrientes, en paralelo también aumentará su conductibilidad.
La pesca eléctrica con equipos tradicionales en conductividades menores a 75 o 100 mmhos, funciona mal y pobremente. Algunos especialistas en estos casos emplean la técnica de colocar bolsas de sal agujereadas, lo que eleva, si bien discretamente, los índices de capturabilidad. Hay compañías, como la estadounidense Smith-Root, que han puesto un mayor esfuerzo en desarrollar equipos que permitan trabajar en ambientes conductivamente tan desfavorables.

### Equipos
El dispositivo para pesca eléctrica se estructura bajo 3 premisas:
1. Un grupo electrógeno, el cual genera la corriente eléctrica.
2. Un transformador o rectificador de la corriente, de acuerdo a lo que se precise.
3. Los electrodos.

Cada una de estas partes puede estar ensamblada al resto, o en su defecto, estar unida mediante enchufes y cables.
Bajo estas características básicas, los modelos empleados son innumerables. Por ejemplo, en estudios en la Argentina se ha empleado, entre otros equipos, el Electrocatch Modelo WF C7-30/50 de corriente continua y salida de 100 Hz.
En ríos chilenos se han empleado, entre otros, los aparatos Smith Root LR-24 DC, EFKO, Halltech HT-2000, etc.
En los ríos españoles se han utilizado, entre otros, aparatos de Acuitec, por ejemplo el modelo Erreka 230 V, 5 A intensidad máxima, o el modelo portátil Martín Pescador, 230 V, 1 A de intensidad máxima; o DEKA 3000, 200-400 V, 2-3 A.
También se ha empleado uno potente y versátil, el Heron, de fabricación francesa. Entre sus características cuenta con un grupo electrógeno de 3 kW y un rectificador que permite capturar con hasta 1000 V de corriente rectificada. 
Pero es posible construirlos partiendo de equipos electrógenos estándar, como los de marcas japonesas disponibles en el mercado. Equipos versátiles, y con pesos de entre los 30 y los 50 kg, se obtienen con motores de 1000 a 20000 W y con frecuencias de 50 a 100 hercios.

#### Equipos y métodos según el hábitat
Para ríos y arroyos pequeños, de unos 4 metros de ancho y 25 cm de profundidad, se puede emplear un equipo de orilla y recorrer sus riberas gracias al largo del cableado. Aún mejor es el empleo de equipos de mochila, los que permiten una total autonomía, transportando en su espalda una persona el generador eléctrico mientras que otra persona será la que porte la batería. 
En este tipo de ríos es posible cerrarlos mediante redes, lo que permite, luego de mapear la superficie y profundidad del tramo, no sólo saber las especies que habitan el curso fluvial sino cual es el número de cada especie, su biomasa total, sus medidas, edades, etc., además de obtener los porcentajes por metro cuadrado o metro cúbico de esas aguas, y luego extrapolar o comparar los resultados con otros tramos del río.
En ríos más anchos y profundos se torna imprescindible la utilización de varios equipos. En ríos mayores los equipos deberán colocarse sobre embarcaciones y a ellas conectarse los pescadores que irán vadeando la superficie. Si la profundidad es lo suficiente para impedir el vadeo con seguridad, entonces se deberá pescar desde las mismas embarcaciones. Igualmente, es muy difícil obtener resultados confiables en cursos fluviales medios o grandes, de baja conductividad y de corrientes rápidas, los que presentan problemas sumamente complejos para esta técnica. 
El ánodo se coloca en el extremo de una pértiga recubierta por material electroaislante. Es posible seleccionar entre distintos tipos de ánodos: en forma de aro, marco de alambre de cobre, electro esfera, tipo paraguas (ambas para pesca embarcado), etc.

### Riesgos
Cuanto mayor amperaje y voltaje posea el equipo, mayor será su peligrosidad, pero si emplea la metodología prevista el riesgo es muy bajo. Igualmente, hasta dominar la técnica, es conveniente comenzar junto a otros especialistas más entrenados, y siempre empleando botas y guantes nuevos o en excelente estado; además, se deben contar con juegos de repuesto por si se presentan rajaduras.
Se deben probar los cables y el equipo antes de transportarlos al río, para estar seguros de que no poseen daños o rupturas. Si se quiere evitar los “calambrazos” (golpes eléctricos) es menester seguir algunos principios:
- No penetrar al agua mientras esté el motor encendido.
- No tomar los peces de las sacaderas o redes con las manos desnudas, sin guantes.
- No recoger con las manos desnudas el ánodo.
- No meter las manos en el agua en un radio menor a los 2 metros de donde se pesca.
- Una persona debe quedarse junto al motor, para poder apagarlo en caso de accidentes.
- Con la misma facilidad en que la electricidad se transmite en las aguas de un arroyo, de igual manera lo hace sobre la capa húmeda de un grupo electrógeno que estuvo expuesto a la lluvia, por lo que en caso de pronóstico desfavorable se debe transportar al área a trabajar cubiertas plásticas para poder mantenerlo siempre seco.